# Diplotoxa basinigra
Diplotoxa basinigra är en tvåvingeart som beskrevs av Yang 1993. Diplotoxa basinigra ingår i släktet Diplotoxa och familjen fritflugor.
Artens utbredningsområde är Qinghai (Kina). Inga underarter finns listade i Catalogue of Life.